# Legio XX Valeria Victrix
La Legio XX Valeria Victrix era una legione romana, arruolata da Augusto (probabilmente dopo il 31 a.C.). La Legione prestò servizio in Spagna, in Illyricum e in Germania, prima di partecipare all'invasione della Britannia nel 43, dove rimase e fu attiva almeno fino all'inizio del IV secolo.

## Simbolo ecognomen
Simbolo della legione era un cinghiale, simbolo alternativo un capricorno. Il cognomen Valeria ha un'origine incerta: potrebbe riguardare il valore militare dell'unità, oppure un legame con la gens Valeria. In questo secondo caso potrebbe trattarsi di un appellativo dato in onore del console Marco Valerio Messalla Messallino, che dopo aver battuto i Pannoni nel corso della rivolta pannonica del 6, non solo si meritò gli ornamenta triumphalia, ma che la legione che comandava e prese parte alle operazioni militari, la legio XX appunto, fosse fregiata del titolo di: Valeria Victrix.

## Storia

### Lungo il limes danubiano
La XX Valeria Victrix fece inizialmente parte del grande esercito che combatté i Cantabri nella Hispania Tarraconensis dal 25 al 19 a.C..
La legione fu quindi dislocata ad Aquileia, prendendo parte ad una serie di campagne militari come:
- la conquista della Rezia del 15 a.C. sotto il comando di Druso maggiore;[1]
- le campagne nell'Illirico degli anni 13-9 a.C. sotto il comando di Tiberio e ponendo la sua base non lontano da Salona.[1]

Nel 6 d.C. prese parte alle campagne contro i Marcomanni sotto il comando di Tiberio, dopo essersi accampata nei pressi del Danubio, a Carnuntum. Questa campagna militare fu interrotta a causa dello scoppio della rivolta dalmato-pannonica del 6-9.
Dopo il disastro della battaglia della foresta di Teutoburgo nel 9, la XX Valeria Victrix fu dislocata nella Germania Inferior e si accampò a Oppidum Ubiorum (Colonia), poi si spostò a Novaesium (Neuss) durante il regno di Tiberio.

### In Britannia
La Legione fu una delle quattro Legioni con cui l'Imperatore Claudio invase la Britannia nel 43, e si stabilì a Camulodunum (Colchester), mentre alcune Unità si accamparono a Kingsholm, Gloucester.
Nel 60 o 61 contribuì a sedare la rivolta della regina Boadicea.
Nell'anno dei quattro imperatori, la Legione sostenne Vitellio, ed alcuni Distaccamenti lo seguirono fino a Roma. Tra il 78 e l'84, la Legione prese parte alle campagne di Gneo Giulio Agricola nella Britannia settentrionale ed in Scozia, e costruì il suo campo base a Inchtuthill che occupò nell'88, al momento del suo ritorno a sud, insieme al campo di Castra Devana (Chester), dove rimase per almeno due secoli.
La Valeria Victrix fu una delle Legioni che si occuparono della costruzione del Vallo di Adriano e probabilmente anche del Vallo Antonino.
Durante il regno degli usurpatori Carausio e Allecto (286-293 e 293-296) la XX Valeria Victrix era ancora in servizio; tuttavia non ci sono più testimonianze della sua presenza in Britannia dalle fonti del IV secolo.